# Achatina
Achatina es un género de moluscos gasterópodos de la familia Achatinidae. El género incluye a varios caracoles gigantes terrestres los cuales pueden medir entre 12 a 25 centímetros de longitud y son originarios de África.
El género fue descrito por Lamarck en 1799.
Se recomienda no tomarlos ya que la mayoría de las especies son vectores de parásitos y enfermedades.

## Especies
Contiene las siguientes especies:
- Achatina achatina
- Achatina albopicta
- Achatina allisa
- Achatina balteata
- Achatina craveni
- Achatina dammarensis
- Achatina fulgurata
- Achatina glutinosa
- Achatina immaculata
- Achatina iostoma
- Achatina iredalei
- Achatina marginata
- Achatina monochromatica
- Achatina mulanjensis
- Achatina nyikaensis
- Achatina panthera
- Achatina passargei
- Achatina reticulata
- Achatina schweinfurthi
- Achatina schinziana
- Achatina semisculpta
- Achatina smithii
- Achatina stuhlmanni
- Achatina sylvatica
- Achatina tavaresiana
- Achatina tincta
- Achatina tracheia
- Achatina varicosa
- Achatina variegata
- Achatina vignoniana
- Achatina weynsi
- Achatina zanzibarica
- Achatina zebra